# Бингол (вилајет)
Вилајет Бингол (тур. Bingöl ili, курд. Parêzgeha Bîngo) је вилајет у Турској у Источној Анатолији. Вилајет је створен 1946. године од делова вилајета Елазиг и Ерзинџан. Вилајет је до 1950. имао име Чапакчур. Граничи се са Тунцели, Ерзурум, Муш, Дијарбакир, Ерзинџан и Елазиг.